# STS-1
De eerste spaceshuttlemissie, STS-1, voluit Space Transportation System-1, duurde van 12 april tot 14 april 1981. Columbia vloog tijdens de 54½ uur durende ruimtevlucht 36 maal rond de Aarde.

## Bemanning
De bemanning bestond uit:
| Positie     | Gelanceerde astronaut          | Gelande astronaut              |
| ----------- | ------------------------------ | ------------------------------ |
| Bevelhebber | John W. Young 5e ruimtevlucht  | John W. Young 5e ruimtevlucht  |
| Piloot      | Robert Crippen 1e ruimtevlucht | Robert Crippen 1e ruimtevlucht |

De bemanning van STS-2 was de reservebemanning voor deze missie:
| Positie     | Gelanceerde astronaut | Gelande astronaut |
| ----------- | --------------------- | ----------------- |
| Bevelhebber | Joe Engle             | Joe Engle         |
| Piloot      | Richard Truly         | Richard Truly     |

## Doel van de vlucht
De primaire doelen van de missie STS-1 waren:
- te komen tot een veilige baan rond de Aarde;
- testen van de apparatuur;
- veilige terugkeer naar de Aarde.

Aan boord van de STS-1 was een Development Flight Instrumentation instrumentarium, dat gegevens vastlegde met betrekking tot orbiter performance en de krachten die op de Shuttle werden uitgeoefend tijdens lancering, opstijgen, ruimtevlucht, daling, terugkeer in de dampkring en landing.
Tijdens een inspectie na de vlucht bleken 16 keramische tegeltjes van het hitteschild het te hebben begeven, terwijl er 148 beschadigd raakten.

## Hoogtepunten

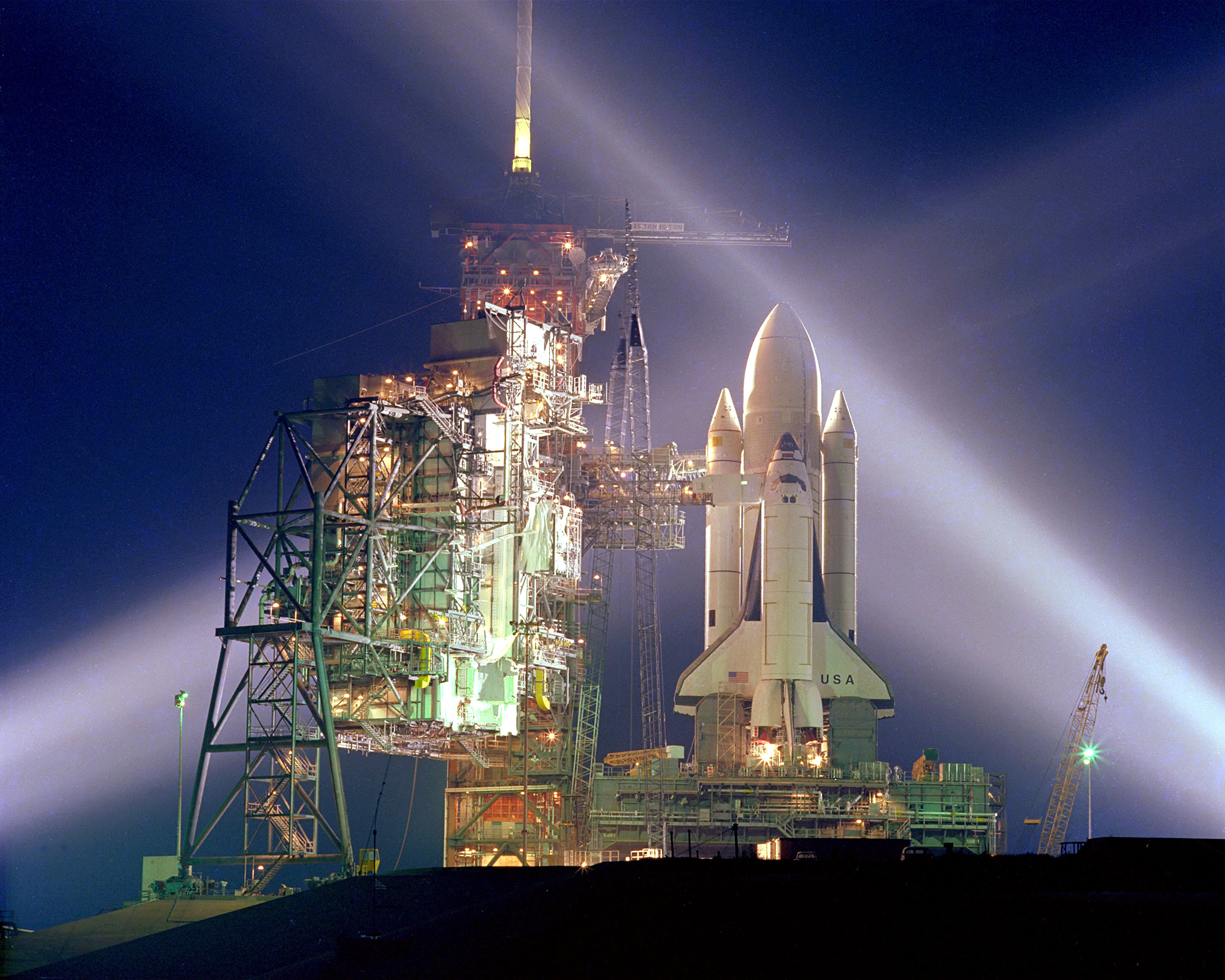
STS-1 op lanceerplatform

De eerste lancering van een spaceshuttle vond dus plaats op 12 april 1981, toen Colombia vertrok vanaf lanceerplatform 39A van het Kennedy Space Center in Florida. Een eerdere poging om Colombia te lanceren werd uitgesteld nadat een mankement aan een van de computers werd geconstateerd.
Tevens markeerde de lancering een andere noviteit. Voor het eerst werd in de Amerikaanse bemande ruimtevaart gebruikgemaakt van raketten aangedreven door vaste brandstof in plaats van vloeibare brandstof.
De landing gebeurde op Edwards Air Force Base in Californië. Na inspectie werd Columbia teruggevlogen naar Kennedy Space Center boven op een Boeing 747 die speciaal was aangepast aan het vervoer van een spaceshuttle.

## Missiepatch
De officiële patch is ontworpen door Robert McCall.

## Trivia
- De debuutlancering van de Space Shuttle was op de twintigste verjaardag van de eerste bemande ruimtevlucht ooit, Vostok 1.
- Aan boord van de Columbia was tijdens STS-1 een Amerikaanse vlag. Deze zelfde vlag werd in 2011 tijdens de laatste spaceshuttlevlucht STS-135 meegenomen naar het ISS en achtergelaten met de bedoeling dat de volgende bemanning die van het Kennedy Space Center naar het ISS zou afreizen de vlag zou meenemen. Die eer valt aan de bemanning van SpX-DM2 die in 2020 met een Crew Dragon naar het ISS werd gelanceerd.